# Reverendo

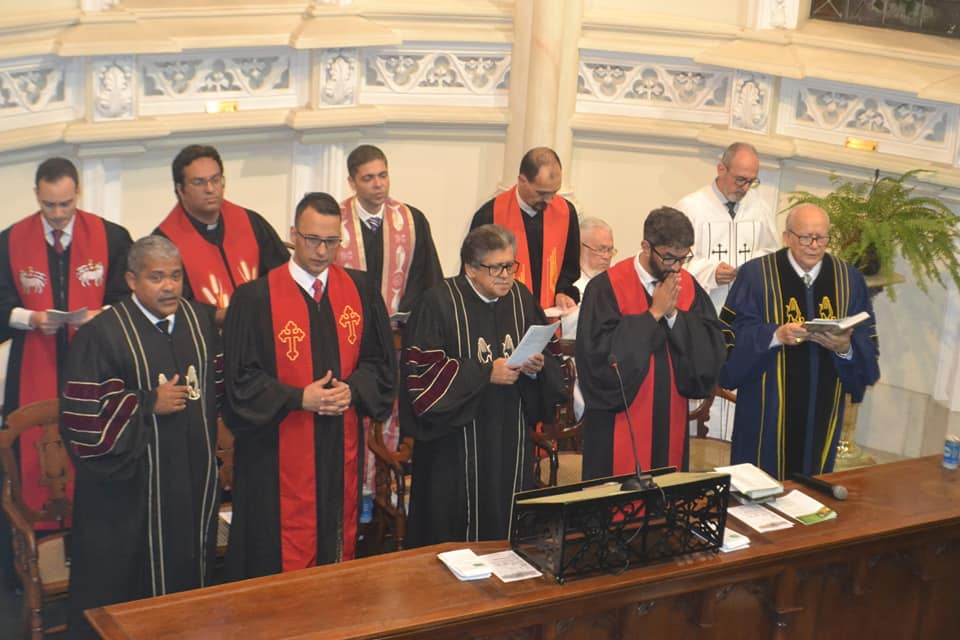
Pastores da Igreja Presbiteriana do Brasil

Reverendo (originário do latim Reverendus, que quer dizer digno de reverência, de respeito e honra) é o tratamento e título que geralmente se dá aos pastores e ministros protestantes e reformados das chamadas igrejas tradicionais, ou seja, daquelas tradições e comunidades surgidas ainda durante os primeiros três séculos posteriores à Reforma Protestante.
É o particípio gerundivo ou futuro passivo do verbo revereri (respeitar; reverenciar), que significa "aquele que deve ser reverenciado / deve ser respeitado". Reverendo é, portanto, equivalente a honorável ou venerável.

## Título no contexto religioso brasileiro

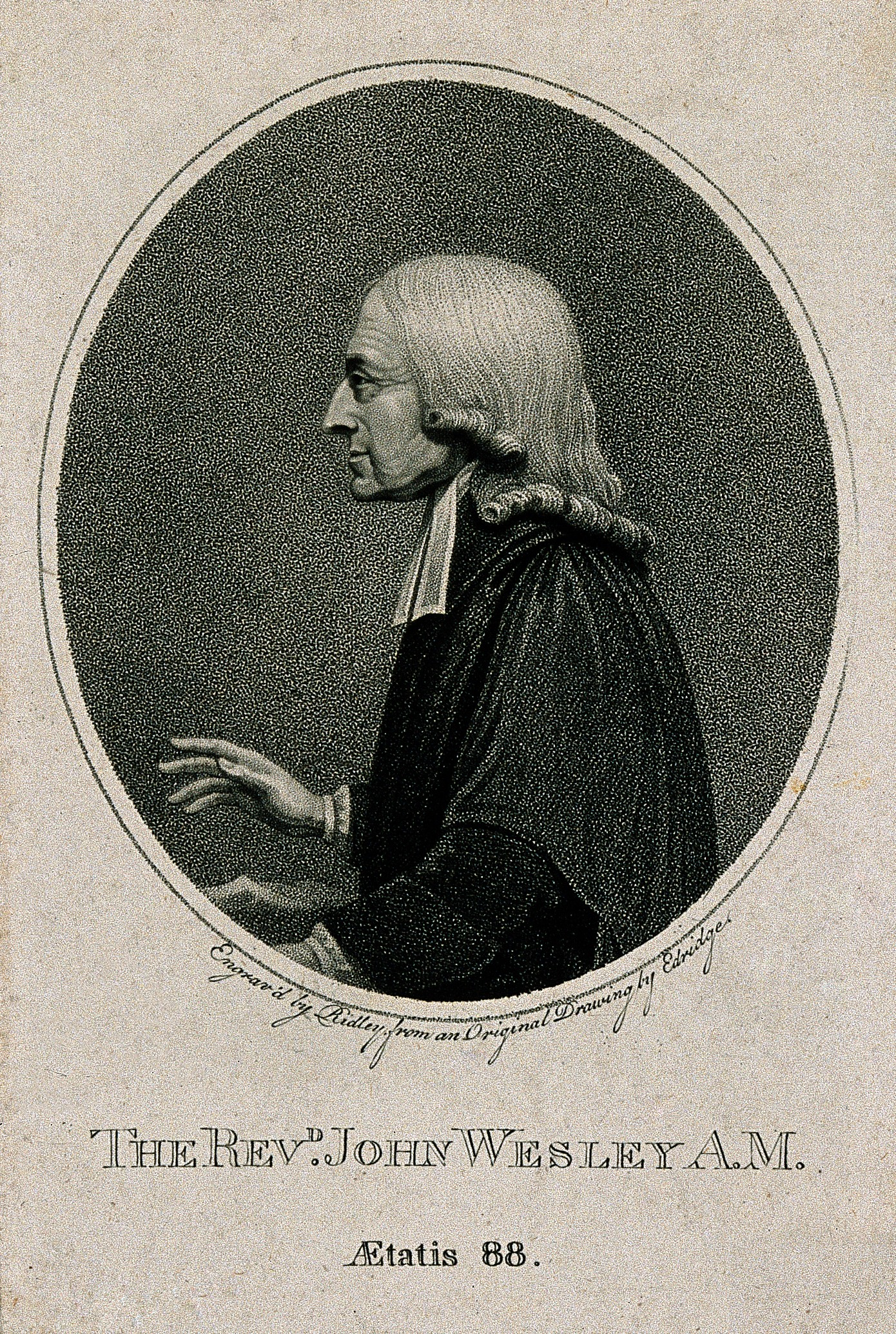
Retrato de John Wesley, um importante líder religioso do século XVIII, fundador do Metodismo. Ele é denominado The Rev'd, uma contração de "The Reverend"

No Brasil, é utilizado principalmente pelos pastores luteranos, presbiterianos, batistas, anglicanos, metodistas e congregacionais. Raramente é utilizado pelo clero católico romano.